# Medalla d'Or de la Generalitat de Catalunya
La Medalla d'Or de la Generalitat de Catalunya è la massima onorificenza della Generalitat de Catalunya istituita, nel 1978, per riconoscere i meriti conseguiti nell'incremento e nella diffusione del patrimonio artistico e culturale della Catalogna.

## Storia
La Medalla d'Or venne istituita col Decret 17 maggio 1978 della Generalitat de Catalunya e nella sua prima formulazione la medaglia poteva essere d'oro, d'argento e di bronzo. 
La prima regolamentazione organica dell'onorificenza è stata approvata col Decret 22 giugno 2004, n. 315. e le norme regolamentari sono state integrate e precisate col Decret 28 luglio 2009, n. 117.

## Onorificenze
Le onorificenze vengono conferite dal Presidente della Generalitat durante una solenne cerimonia l'11 settembre di ogni anno, il giorno della celebrazione de La Diada. 
La medaglia viene concessa previo consenso dell'interessato o degli eredi ed il decreto di conferimento viene pubblicato sul giornale ufficiale della Catalogna (Diari Oficial de la Generalitat de Catalunya).
Dal 2004, ogni anno possono essere assegnate al massimo due onorificenze, ad eccezione delle onorificenze "alla memoria" e quelle "di cortesia" che non hanno vincoli né di numero né di data di conferimento.

### Requisiti
La Medalla d'Or viene concessa alle persone o istituzioni che abbiano prestato servizi eminenti e straordinari alla Catalogna in ambito politico, sociale, economico, culturale o scientifico.
La proposta di conferimento può essere fatta dal Presidente o da qualunque membro del Governo della Catalogna, mentre l'accertamento dei titoli di benemerenza viene fatto dalla Segreteria generale della Presidenza.
In via eccezionale, la decorazione può essere concessa anche "alla memoria" e, su proposta del Presidente della Generalitat, per ragioni di cortesia o di reciprocità.

### Benefici
La concessione della medaglia ha carattere onorifico e comporta il titolo di Excel·lentíssim Senyor per gli uomini e di Excel·lentíssima Senyora per le donne e dà diritto alla precedenza nelle cerimonie ufficiali, secondo il Protocollo. Questi diritti hanno carattere vitalizio, salvo i casi di revoca dell'onorificenza.

### Medaglia
La medaglia porta:
- sul diritto, la scritta semicircolare "Generalitat de Catalunya" e lo stemma della Generalitat;
- sul rovescio, la scritta "Medalla d'Or" e lo stemma della Generalitat;
- nella parte inferiore, il nome dell'insignito ed il decreto di conferimento.

## Insigniti
| Data di nomina               | Insignito                                         | Professione                                        |
| ---------------------------- | ------------------------------------------------- | -------------------------------------------------- |
| D. 17 maggio 1978, sin       | Joan Miró i Ferrà                                 | Pittore, scultore, disegnatore e ceramista         |
| DOGC 24 settembre 1979       | Pau Casals i Defilló (alla memoria)               | Violoncellista, compositore e direttore            |
| DOGC 21 gennaio 1980         | Josep Pla i Casadevall                            | Scrittore e giornalista                            |
| DOGC 26 marzo 1980           | Salvador Espriu i Castelló                        | Poeta, drammaturgo e romanziere                    |
| DOGC 16 aprile 1980          | Joan Coromines i Vigneaux                         | Filologo                                           |
| DOGC 15 ottobre 1980         | Frederic Mompou i Dencausse                       | Musicista e compositore                            |
| DOGC 11 febbraio 1981        | Joan Rebull i Torroja                             | Scultore                                           |
| DOGC 25 febbraio 1981        | Josep Vicenç Foix                                 | Scrittore, poeta e saggista                        |
| DOGC 28 ottobre 1981         | Josep Lluís Sert i López                          | Architetto                                         |
| DOGC 30 dicembre 1981        | Salvador Dalí i Domènech                          | Artista e pittore                                  |
| DOGC 19 maggio 1982          | Montserrat Caballé i Folch                        | Soprano                                            |
| DOGC 19 maggio 1982          | Victòria dels Àngels Lopez i Garcia               | Soprano                                            |
| DOGC 13 agosto 1982          | Apel·les Fenosa i Florensa                        | Scultore                                           |
| DOGC 4 febbraio 1983         | Joan Fuster i Ortells                             | Scrittore                                          |
| DOGC 4 febbraio 1983         | Francesc de Borja Moll i Casanovas                | Linguista, filologo ed editore                     |
| DOGC 2 settembre 1983        | Antoni Tàpies i Puig                              | Pittore e scultore                                 |
| DOGC 16 settembre 1983       | Alícia de Larrocha i de la Calle                  | Pianista                                           |
| DOGC 19 giugno 1984          | Josep Carreras i Coll                             | Tenore                                             |
| DOGC 19 giugno 1984          | Antoni Clavé i Sanmartí                           | Pittore, disegnatore e scultore                    |
| DOGC 30 aprile 1985          | Joan Antoni Samaranch i Torelló                   | Uomo d'affari e politico                           |
| DOGC 25 settembre 1985       | Miquel Batllori i Munné                           | Sacerdote e storico                                |
| DOGC 17 settembre 1986       | Frederic Marès i Deulovol                         | Scultore                                           |
| DOGC 13 gennaio 1988         | Federico Mayor Zaragoza                           | Diplomatico                                        |
| DOGC 1º febbraio 1988        | Raimon Noguera i Guzman                           | Notaio                                             |
| DOGC 17 febbraio 1988        | Joan Sardà i Dexeus                               | Economista                                         |
| DOGC 24 agosto 1988          | Miquel Coll i Alentorn                            | Storico e politico                                 |
| DOGC 26 febbraio 1990        | Ramon Aramon i Serra                              | Filologo                                           |
| DOGC 16 gennaio 1991         | Narcís Jubany i Arnau                             | Cardinale                                          |
| DOGC 12 luglio 1993          | Ramon Roca-Puig                                   | Sacerdote e papirologo                             |
| D. 30 luglio 1997, n. 218    | Raimon Pelegero i Sanchís                         | Cantante e poeta                                   |
| D. 30 luglio 1997, n. 219    | Jaume Aragall i Garriga                           | Tenore                                             |
| D. 11 novembre 1997, n. 293  | Abadia de Montserrat                              |                                                    |
| D. 9 marzo 1999, n. 67       | Miquel Martí i Pol                                | Poeta e traduttore                                 |
| D. 23 marzo 1999, n. 100     | Xavier Montsalvatge i Bassols                     | Compositore e critico musicale                     |
| D. 6 marzo 2000, n. 112      | Pierre Vilar                                      | Storico francese                                   |
| D. 11 aprile 2000, n. 150    | Josep Benet i Morell                              | Avvocato, storico e politico                       |
| D. 10 luglio 2001, n. 198    | Joan Triadú i Font                                | Filologo, critico e pedagogo                       |
| D. 28 agosto 2001, n. 229    | Hospital de la Santa Creu i Sant Pau de Barcelona |                                                    |
| D. 4 dicembre 2001, n. 347   | Jordi Carbonell i de Ballester                    | Politico e filologo                                |
| D. 24 dicembre 2002, n. 364  | Josep Maria Castellet i Díaz de Cossío            | Critico letterario, saggista ed editore            |
| D. 8 luglio 2003, n. 179     | Francesc Candel i Tortajada                       | Scrittore e giornalista                            |
| D. 1º agosto 2003, n. 204    | Ramon Margalef i López                            | Limnologo ed ecologista                            |
| D. 26 agosto 2003, n. 215    | Joaquim Molas i Batllori                          | Storico della letteratura e professore             |
| D. 8 ottobre 2003, n. 245    | Antoni Pladevall i Font                           | Storico                                            |
| D. 8 giugno 2004, n. 307     | Joan Oró i Florensa                               | Biochimico                                         |
| D. 28 dicembre 2004, n. 462  | Joan Reventós i Carner (alla memoria)             | Politico                                           |
| D. 28 dicembre 2004, n. 463  | La Caixa d’Estalvis i Pensions de Barcelona       |                                                    |
| D. 27 settembre 2005, n. 200 | Gregorio López-Raimundo                           | Politico                                           |
| D. 3 ottobre 2006, n. 376    | Antoni Gutiérrez Díaz                             | Politico                                           |
| D. 4 settembre 2007, n. 189  | Jordi Pujol i Soley                               | Politico                                           |
| D. 4 settembre 2007, n. 190  | Pasqual Maragall i Mira                           | Politico                                           |
| D. 2 settembre 2008, n. 176  | Moisès Broggi i Vallès                            | Medico                                             |
| D. 2 settembre 2008, n. 177  | Montserrat Carulla i Ventura                      | Attrice                                            |
| D. 1º settembre 2009, n. 132 | Cos de Bombers de la Generalitat                  |                                                    |
| D. 1º settembre 2009, n. 133 | Poble mexicà                                      |                                                    |
| D. 9 dicembre 2009, n. 188   | Jordi Solé i Tura (alla memoria)                  | Politico e giornalista                             |
| D. 31 agosto 2010, n. 116    | Institut d'Estudis Catalans                       |                                                    |
| D. 31 agosto 2010, n. 117    | Abadia de Poblet                                  |                                                    |
| D. 6 settembre 2011, n. 389  | Heribert Barrera i Costa (alla memoria)           | Politico                                           |
| D. 6 marzo 2012, n. 25       | Antoni Maria Badia i Margarit                     | Filologo e linguista                               |
| D. 6 marzo 2012, n. 26       | Josep Maria Ainaud de Lasarte                     | Storico e politico                                 |
| D. 2 aprile 2013, n. 147     | Lluís Maria Martínez i Sistach                    | Cardinale                                          |
| D. 15 ottobre 2013, n. 236   | Max Cahner i Garcia (alla memoria)                | Editore, filologo e politico                       |
| D. 15 ottobre 2013, n. 237   | Oriol Bohigas i Guardiola                         | Architetto e urbanista                             |
| D. 7 ottobre 2014, n. 134    | Jordi Savall i Bernadet                           | Violoncellista, filologo e direttore               |
| D. 3 marzo 2015, n. 26       | Neus Català i Pallejà                             | Attivista antifascista, deportata                  |
| D. 3 marzo 2015, n. 27       | Josep Maria Espinàs i Massip                      | Scrittore e giornalista                            |
| D. 3 marzo 2015, n. 28       | Joan Rodés i Teixidor                             | Medico                                             |
| D. 16 febbraio 2016, n. 195  | Muriel Casals i Couturier (alla memoria)          | Economista, professoressa universitaria e politica |